# Parkhurst (cráter)

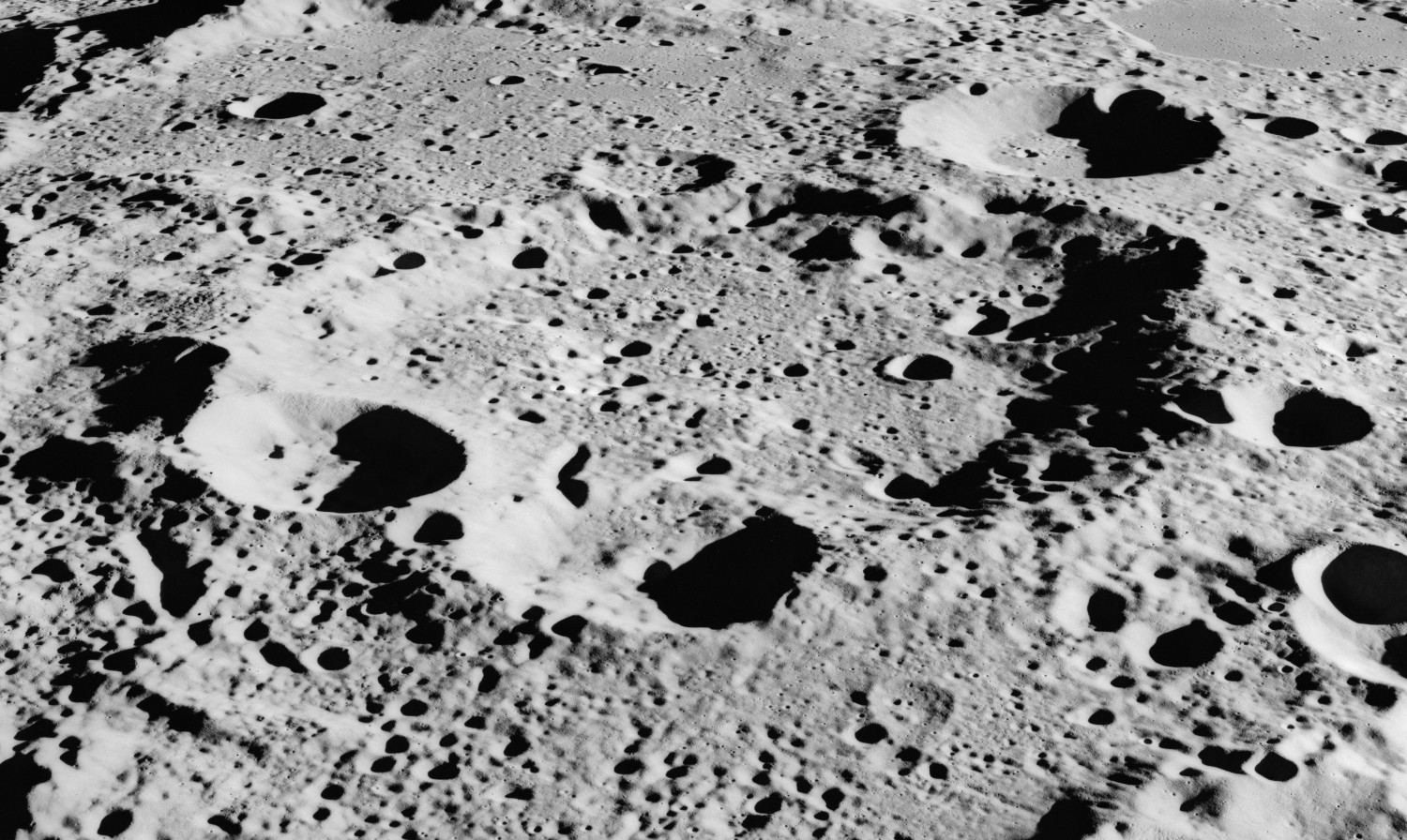
Fotografía de la misión Apolo 15

Parkhurst es un cráter de impacto fuertemente degradado, situado al noreste del Mare Australe en la cara oculta de la Luna. Al norte-noreste de Parkhurst se halla el cráter Scaliger y al suroeste se encuentra el suelo oscuro de Gernsback. El pequeño mar lunar llamado Lacus Solitudinis aparece al norte de Parkhurst.
|  |

Aparte del contorno desigual del borde exterior, poco más se puede apreciar de esta formación. Varios cráteres satélite se encuentran cerca de su perímetro, con Parkhust D al noreste, Parkhust B al norte y Parkhust X en el noroeste. La formación del cráter satélite Parkhurst Q empujó el borde del cráter principal en su lado suroeste, distorsionando su forma. El suelo interior de Parkhurst está marcado por pequeños cráteres.

## Cráteres satélite
Por convención estos elementos son identificados en los mapas lunares poniendo la letra en el lado del punto medio del cráter que está más cercano a Parkhurst.
|           | \| Parkhurst \| Coordenadas \| Diámetro \| \| --------- \| ------------------------------- \| -------- \| \| B \| 32°00′S 104°24′E / -32.0, 104.4 \| 30 km \| \| D \| 32°48′S 105°24′E / -32.8, 105.4 \| 27 km \| \| K \| 36°18′S 105°12′E / -36.3, 105.2 \| 11 km \| \| Q \| 35°00′S 101°36′E / -35.0, 101.6 \| 37 km \| \| X \| 31°30′S 102°18′E / -31.5, 102.3 \| 12 km \| \| Y \| 29°54′S 102°48′E / -29.9, 102.8 \| 49 km \| |          |
| Parkhurst | Coordenadas | Diámetro |
| B         | 32°00′S 104°24′E / -32.0, 104.4 | 30 km    |
| D         | 32°48′S 105°24′E / -32.8, 105.4 | 27 km    |
| K         | 36°18′S 105°12′E / -36.3, 105.2 | 11 km    |
| Q         | 35°00′S 101°36′E / -35.0, 101.6 | 37 km    |
| X         | 31°30′S 102°18′E / -31.5, 102.3 | 12 km    |
| Y         | 29°54′S 102°48′E / -29.9, 102.8 | 49 km    |